# Xianning
Xianning (chiń. upr. 咸宁市; chiń. trad. 咸寧市; pinyin Xiánníng Shì) – miasto o statusie prefektury miejskiej w środkowych Chinach, w prowincji Hubei. W 2010 roku liczba mieszkańców miasta wynosiła 188 694. Prefektura miejska w 1999 roku liczyła 2 762 503 mieszkańców.

## Podział administracyjny
Prefektura miejska Xianning podzielona jest na 6 jednostek administracyjnych:
- Dzielnicę:
  - Xian’an (咸安区)

- Miasto:
  - Chibi (赤壁市)

- Powiaty:
  - Tongshan (通山县)
  - Chongyang (崇阳县)
  - Tongcheng (通城县)
  - Jiayu (嘉鱼县)

| Mapa                                                                                            |
| ----------------------------------------------------------------------------------------------- |
| Xian’an Powiat · Tongshan Powiat · Chongyang Powiat · Tongcheng Powiat · Jiayu Chibi · (miasto) |